# William M. Butler

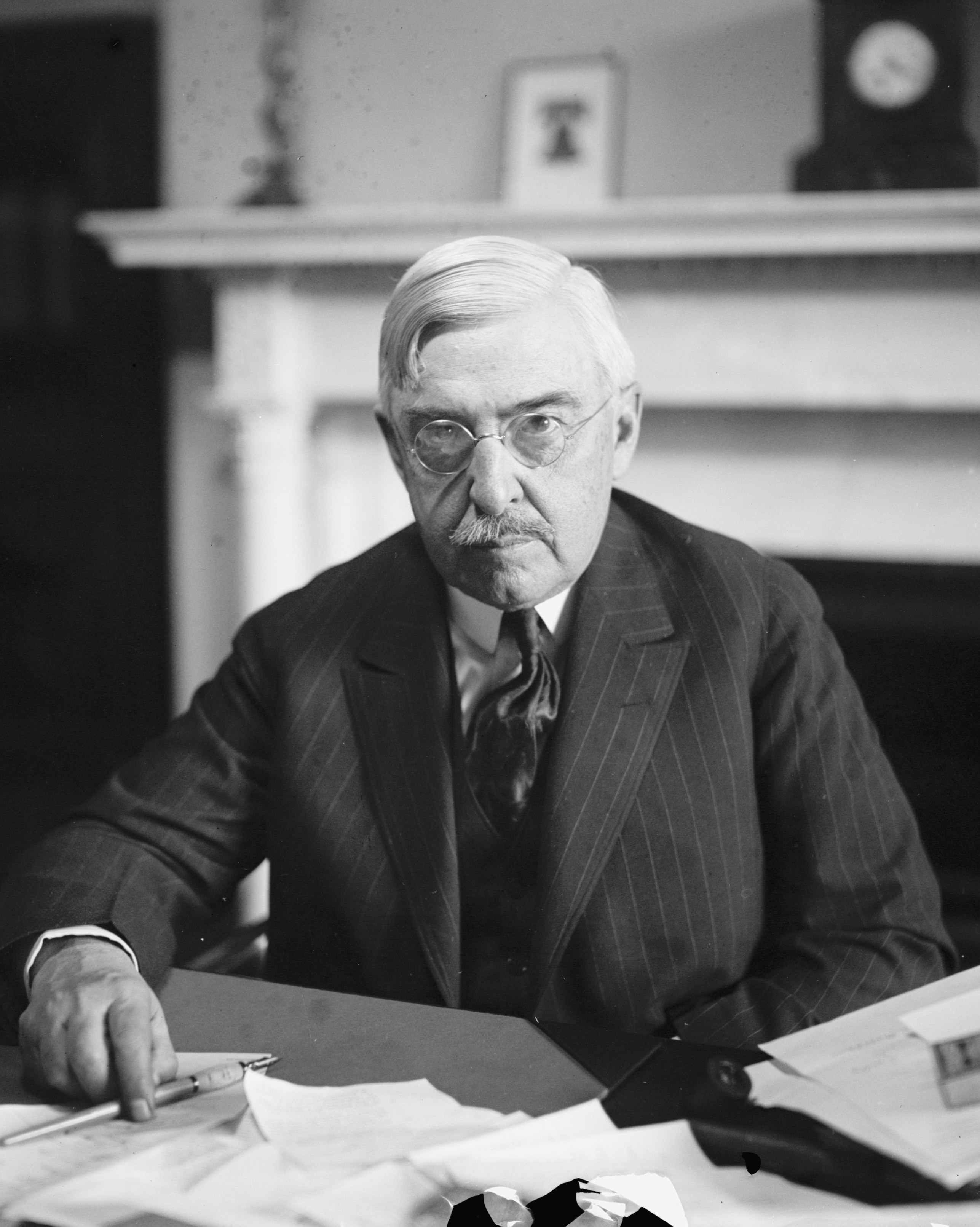
William M. Butler

William Morgan Butler (* 29. Januar 1861 in New Bedford, Massachusetts; † 29. März 1937 in Boston, Massachusetts) war ein US-amerikanischer Politiker, der den Bundesstaat Massachusetts im US-Senat vertrat. Er fungierte außerdem von 1924 bis 1928 als Vorsitzender des Republican National Committee, der Parteiorganisation der Republikaner.
Nach dem Besuch der öffentlichen Schulen in seiner Heimatstadt New Bedford studierte William Butler die Rechtswissenschaften und wurde 1883 in die Anwaltskammer von Massachusetts aufgenommen. Er machte 1884 seinen Abschluss an der juristischen Fakultät der Boston University und praktizierte danach bis 1895 in New Bedford.
Von 1890 bis 1891 gehörte Butler dem Repräsentantenhaus von Massachusetts an; zwischen 1892 und 1895 saß er dann im Staatssenat, wobei er ab 1894 als dessen Präsident fungierte. 1895 zog er nach Boston um, wo er bis 1912 als Anwalt tätig war; danach verlegte er sich auf die Herstellung von Baumwollerzeugnissen. Von 1896 bis 1900 war er Mitglied einer Kommission zur Überarbeitung der Staatsgesetze von Massachusetts.
1924 übernahm Butler als Nachfolger von John T. Adams den Vorsitz des Republican National Committee. Am 13. November desselben Jahres wurde er zum US-Senator für Massachusetts ernannt; er trat in Washington, D.C. die Nachfolge des verstorbenen Henry Cabot Lodge an. Butler kandidierte zwei Jahre später auch bei der Nachwahl, unterlag dabei aber dem Demokraten David I. Walsh und musste folglich am 6. Dezember 1926 wieder aus dem Kongress ausscheiden. Während seiner Zeit als Senator stand er unter anderem dem Patentausschuss vor. Den Vorsitz der Republikaner gab er 1928 an den ehemaligen US-Innenminister Hubert Work ab.
Butler zog sich danach aus der Politik zurück und ging wieder seinen geschäftlichen Aktivitäten nach. Bis zu seinem Tod im Jahr 1937 lebte er in Boston.